# Michaël Ponton
Michaël Ponton, né le 25 janvier 1975 à Valence, est le guitariste du groupe français Dionysos depuis sa création. Il est surnommé Miky Biky.
Il est également disc jockey et producteur, notamment de Cyrz.

## Biographie

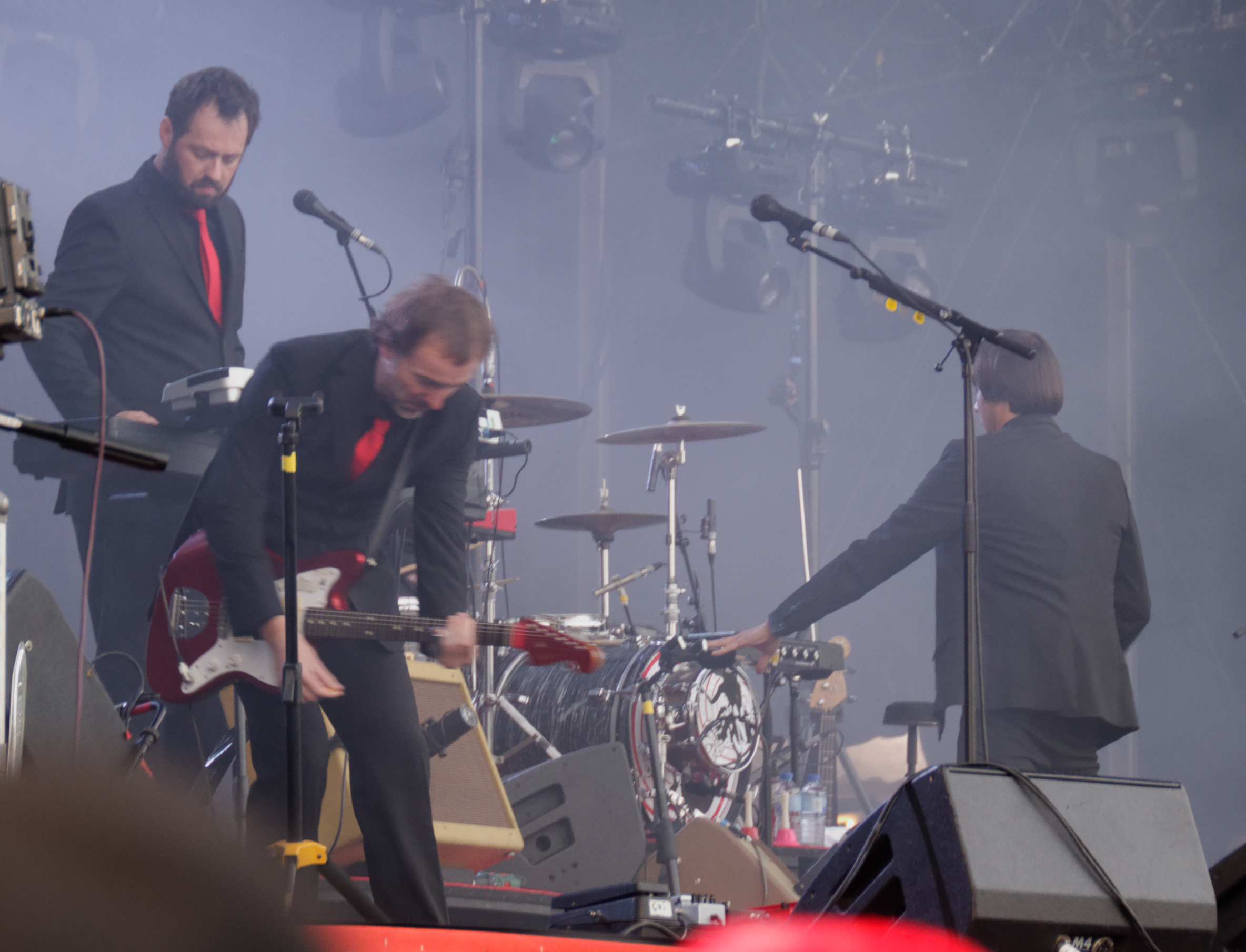
Michaël Ponton (au centre, au premier plan) en concert avec Dionysos en 2012.

Il grandit et passe son adolescence à Valence. Bon joueur de tennis, il passe son baccalauréat au lycée Camille Vernet de Valence en 1994 avant de suivre des études d'anglais à la faculté de Grenoble. En 1985, il rencontre Mathias Malzieu sur un court de tennis. Ils deviennent amis et forment le groupe Dionysos en 1993 avec deux autres copains de lycée Éric Serra-Tosio et Guillaume Garidel. La chanteuse et violoniste Babet les rejoint en 1997 et Stéphan Bertholio en 2006.
En 2001, il commence à enregistrer les démos de Dionysos pour l’album Western sous la neige et  produit quelques remixes du groupe et d’amis (Dolly, Kaolin, Julien Ribot).  Il s’intéresse de plus en plus à la production.
En 2007, il enregistre et coréalise La Mécanique du cœur avec Mathias Malzieu et commence à travailler avec d’autres artistes en tant qu’arrangeur ou réalisateur.
En 2009, il enregistre et réalise le second album de Cyrz Mélancolie Frénétique et se produit sur scène avec lui à plusieurs reprises.
En 2010, il commence à travailler sur la musique à l'image. Il monte la musique du groupe sur un court métrage de Folimage Le Loup à Poil et commence à travailler sur le film d'animation Jack et la mécanique du cœur en tant que monteur son et monteur musique. Ce film sort sur les écrans le 5 février 2014.

## Discographie

### Avec Dionysos
En Studio:
- 1996 : Happening Songs : guitare électrique, guitare acoustique, slide guitar, pookav box, melodica, chant, saxophone, Moog, demi-lune, scotch.
- 1998 : The Sun Is Blue Like the Eggs in Winter : guitare électrique, slide guitar.
- 1999 : Haïku : guitare électrique, slide guitar, scratch guitar, piano, chœurs.
- 2002 : Western sous la neige : guitare électrique, clavier, chœurs, scratch.
- 2005 : Monsters in Love : guitare, lapsteel, programmations, scratch, chœurs.
- 2007 : La Mécanique du cœur : guitare, scratch, programmations, ukulélé.
- 2012 : Bird 'n' Roll : guitare, percussions, chœurs.
- 2016 : Vampire en Pyjama : guitare électrique, banjo, xylophone, glockenspiel, programmations, guitare dobro, chœurs

### Autres
- 2001 : Old School Recordings
- 2003 : Whatever the Weather, Acoustique, Électrique
- 2007 : Monsters in Live
- 2009 : Eats Music!!!

## Production / Remix / Arrangements
- 2000 : remix de Wedding Idea, single promo de 45 tours
- 2001 : remix de Une maison Connue de Julien Ribot, édition limitée de Hotel Bocchi
- 2002 : remix de L’hiver de Dolly sur le single du même nom.
- 2005 : remix de C’est la vie de Kaolin sur le single du même nom.
- 2007 : enregistrement et coréalisation de La Mécanique du cœur
- 2008 : enregistrement, réalisation et arrangements de Mélancolie frénétique de Cyrz
- 2009 : remix de Bloody Betty sur l’album Eats Music!!!
- 2009 : réalisation et arrangements de Folle Dingue d’Orly Chap sur l’album Ma lueur clown
- 2009 : réalisation et arrangements de 4 titres d’Orly Chap sur le single The Polydor Sessions
- 2009 : arrangements de Peur du noir d’Olivia Ruiz sur l’album Miss Météores
- 2009 : enregistrement de La Belle au Bond sur la compilation Pop’n’foot
- 2012 : enregistrement de Bird 'n' Roll